# دونكان ستيل
دونكان ستيل (بالإنجليزية: Duncan Steel)‏ هو عالم فلك بريطاني، ولد في 11 يونيو 1955 في Midsomer Norton ‏ في المملكة المتحدة.